# 中国人民解放军陕西省军区
中国人民解放军陕西省军区，是中国人民解放军现属中央军事委员会国防动员部的一个省级军区，管辖范围为陕西省。

## 历史沿革
1949年11月30日，中共中央军委电令成立陕西军区；由第一野战军下属第19兵团负责组建，兵团领导兼任军区领导。12月10日，陕西军区在西安正式成立，并行使职权；第19兵团司令员杨得志兼任首任军区司令，政委李志民兼任首任军区政治委员。军区机关设在莲湖区习武园，设司令部、政治部、后勤部；下辖陕南军区、陕北军区和直属三原、邠县、大荔、渭南、咸阳、宝鸡军分区。
1950年12月，第19兵团奉命参加抗美援朝；同月，驻防汉中的原第二野战军直属第19军进驻西安，代陕西军区；下辖辖安康、汉中、商洛、宝鸡、咸阳、渭南、榆林、延安军分区和原西北军区独立第二师。
1952年，陕西军区及部队进行精简整编；7月第19军番号撤销，“陕西军区”改为陕西省军区，原19军军部改编为省军区机关。1970年4月，省军区机关由八一街迁驻长安中路。

## 职能
陕西省军区的主要职能为全面负责陕西省辖区内的民兵、预备役、兵役、动员工作和城市警备任务；同时，也是中国共产党陕西省委员会的军事工作部门和陕西省人民政府的兵役工作机构；接受军队系统和中共陕西省委、省政府的双重领导。中共陕西省委书记兼任省军区第一政委或军区党委第一书记，陕西省省长兼任陕西省国防动员委员会主任，省军区的司令员或政委之一人担任中共陕西省委常委，司令员和政委同时担任陕西省国防动员委员会副主任。

## 历任主官

### 司令员
1. 杨得志（1949年12月－1950年12月，第19兵团司令兼任）1955年授上将
2. 刘金轩（1950年12月－1952年6月，代理）1955年授中将
3. 杨嘉瑞少将（1950年12月－1963年9月，兼任）
4. 胡炳云少将（1963年9月－1967年3月，第一次兼任）
5. 黄经耀少将（1967年3月－1977年5月，兼任）
6. 胡炳云少将（1977年5月－1980年5月，第二次兼任）
7. 孙洪道大校（1980年5月－1983年5月）
8. 冀廷璧（1983年5月－1985年8月，已到龄退役）
9. 王希斌少将（1985年8月－1990年6月）
10. 王志成少将（1990年6月－1994年12月，省委常委）
11. 杜东海少将（1994年12月－1999年7月，省委常委）
12. 邱衍汉少将（1999年7月－2000年10月）
13. 马殿魁少将（2000年10月－2002年10月，省委常委）
14. 陈时宝少将（2002年10月－2008年1月，省委常委）
15. 程兵少将（2008年1月－2011年10月，省委常委）
16. 郭景洲少将（2011年10月－2013年7月，省委常委）
17. 高龙福少将（2013年7月－2017年6月，省委常委）[3]
18. 杨志斌空军少将（2017年6月－2021年7月，省委常委）[4]
19. 趙天翔少將（2021年7月－，省委常委）
20. 明尊強 少將(2024年一

### 历任副司令員
1. 張黎鴻 少將
2. 林佳春 少將
3. 孫光 少將
4. 曹志刚 (將軍) 少將
5. 苏锦章少將
6. 王明坤少將

### 政治委员
1. 李志民（1949年12月－1950年12月，第19兵团政委兼任）
2. 马明方（1950年1月－1952年10月，省委书记兼任）
3. 潘自力（1952年10月－1954年10月，省委书记兼任）
4. 张德生（1954年10月－1965年3月，省委书记兼任第一政委）
5. 胡耀邦（1965年3月－1965年10月，省委书记兼任第一政委）
6. 霍士廉（1965年10月－1968年5月，省委书记兼任第一政委）
7. 李瑞山（1969年6月－1978年12月，省委书记兼任第一政委）
8. 马文瑞（1979年3月－1984年8月，省委书记兼任第一政委）
9. 白纪年（1984年8月－1987年8月，省委书记兼任第一政委）
10. 赵焕职少将（1987年8月－1992年2月，省委常委）
11. 赵连臣少将（1992年12月－1998年4月，省委常委）
12. 雷星平少将（1998年4月－2002年7月）
13. 孔瑛中将（2002年7月－2003年7月）
14. 王振西少将（2003年12月－2006年7月）
15. 夏龙祥少将（2006年7月－2010年12月，省委常委）
16. 段进虎少将（2010年12月－2012年9月）
17. 林淼鑫少将（2012年9月－2014年7月）[5]
18. 武玉德少将（2014年7月－2018年5月）
19. 李阳少将（2018年5月－2023年，省委常委）
20. 唐書海少将（2023年－，省委常委）

## 编制
- 陕西省军区机关：司令部、政治部、后勤部、装备部
  - 西安警备区
  - 榆林军分区
  - 延安军分区
  - 铜川军分区
  - 渭南军分区
  - 咸阳军分区
  - 宝鸡军分区
  - 商洛军分区
  - 汉中军分区
  - 安康军分区